# Idioma sasak

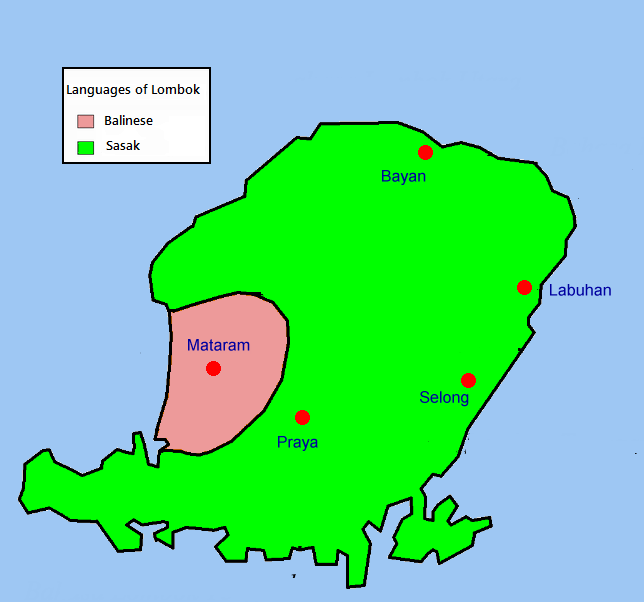
Áreas lingüísticas de la isla de Lombok, en verde idioma sasak, en anaranjado, balinés

El sasak es una lengua indonesia del subgrupo Bali-Sasak-Sumbawa, de la rama malayo-sumbawana (antes malayo-polinesia occidental) de la familia de las lenguas austronesias.
El sasak es hablado por la etnia del mismo nombre, el pueblo sasak, que habita la isla de Lombok, en las Islas menores de la Sonda. Asentados en la parte central de la isla, cuentan con más de 2 millones de hablantes y representan 85% de la población. Los sasaks están aparentados tanto por su lengua como por su cultura con los balineses y con los habitantes de la porción occidental de la isla de Sumbawa. Los sasaks son mayoritariamente musulmanes, mientras que los balineses son hindúes.